# Adithya Karunaratne
Adithya Karunaratne (* 4. Dezember 2001 in Hongkong) ist eine Tennisspielerin aus Hongkong.

## Karriere
Karunaratne begann mit drei Jahren das Tennisspielen und bevorzugt Hartplätze. Sie spielt überwiegend Turniere auf der ITF Women’s World Tennis Tour, bei denen sie bislang drei Einzeltitel gewonnen hat.

## Turniersiege

### Einzel
| Nr. | Datum             | Turnier  | Kategorie | Belag     | Finalgegnerin    | Ergebnis |
| --- | ----------------- | -------- | --------- | --------- | ---------------- | -------- |
| 1.  | 14. November 2021 | Monastir | ITF W15   | Hartplatz | Lisa-Marie Rioux | 6:4, 6:2 |
| 2.  | 8. Mai 2022       | Monastir | ITF W25   | Hartplatz | Sakura Hosogi    | 6:3, 6:3 |
| 3.  | 23. Oktober 2022  | Sosopol  | ITF W25   | Hartplatz | Mia Ristić       | 6:3, 6:1 |